# إدموند إدواردز
إدموند إدواردز (6 يناير 1910 - 18 أغسطس 1990) (بالإنجليزية: Edmund Edwards)‏ هو لاعب كريكت أسترالي.

## وصلات خارجية
- إدموند إدواردز على موقع إي آس بي آن كريك إنفو (الإنجليزية)